# Yangqu
Yangqu (en chino, 阳曲; pinyin, Yángqǔ (escuchar)ⓘ) es un condado bajo la administración directa de la Prefectura Taiyuan. Se ubica en el corazón geográfico de la provincia de Shanxi, este de la República Popular China. Su área es de 2084 km² y su población total para 2010 superó los 120 mil habitantes. 

## Administración
Desde julio de 2020, el  Condado Yangqu se divide en 10 pueblos que se administran en 4 poblados y 6 villas.

## Toponimia
Según el historiador Yingshao (應劭) del siglo II, el topónimo Yangqu [/Yang-Chy/] indicaría su dirección respecto al Río Fen con la frase; El río de mil  Li hace un meandro (Qu) y el condado es su Yang. En la antigüedad, el "norte" del agua se consideraba el Yang, de ahí su nombre.